# Стив Джобс: человек в машине
Стив Джобс: «Человек в машине» — документальный фильм о Стиве Джобсе, режиссёра и продюсера — Алекса Гибни . После нескольких фестивальных показов фильм был опубликован авторами в интернете 4 сентября 2015 года и выпущен ограниченным прокатом для кинотеатров 19 сентября 2015 года.

## В фильме заняты
- Боб Бельвиль
- Крисанн Бреннан
- Нолан Бушнелл
- Энди Гриньон
- Даниэль Коттке
- Фред Андерсон
- Стив Джобс (архив)
- Майкл С. Мэлоун
- Реджис МакКенна
- Майкл Мориц
- Джо Ночера
- Джон Рубинштейн
- Ави Теванян
- Шерри Туркле
- Стив Возняк[6]
- Рассказчик: Алекс Гибни[7]

## Культурные ссылки
Документальный фильм посвящён вступительному выступлению Джобса в 1983 году, в котором он рассказывает о знаменитой рекламе Суперкубка XVIII под названием «1984», снятой режиссёром Ридли Скоттом, во время обзора истории Apple Macintosh, и включает в себя закулисные кадры создания рекламы.
В одном сегменте документальный фильм показывает рекламу iPod nano, где канадская певица Файст исполняет свой сингл «1234», который помог нано и песне получить известность в популярной культуре.
При рассмотрении продуктов Apple для iPod и iPhone кадры из фильма 1991 года «Когда наступит конец света» демонстрируют социальные последствия, которые эти продукты оказали на человеческое взаимодействие и изоляцию.

## Отзывы
На агрегаторе Rotten Tomatoes фильм имеет рейтинг одобрения 77 %, основанный на 77 обзорах, со средним рейтингом 7.1 из 10. Консенсус сайта гласит: «„Стив Джобс: Человек в машине“ предлагает захватывающий просмотр, даже если не углубляется в свою сложную тему».
Написав от имени сайта Роджера Эберта, Годфри Чешир наградил документальный фильм «3 из 4 звёзд», восхваляя «кинематографическую добродетель» Гибни, включив в него «очень эмоциональный материал для интервью, который не может сравниться с печатной страницей» (имеется в виду журналист Уолтер Айзексон и его биографическая книга «Стив Джобс».